# 96 (číslo)
Devadesát šest je přirozené číslo. Následuje po číslu devadesát pět a předchází číslu devadesát sedm. Řadová číslovka je devadesátý šestý nebo šestadevadesátý. Římskými číslicemi se zapisuje XCVI.

## Matematika
Devadesát šest je
- abundantní číslo
- nepříznivé číslo
- v desítkové soustavě nešťastné číslo

## Chemie
- 96 je atomové číslo curia; stabilní izotop s tímto neutronovým číslem mají 3 prvky (gadolinium, dysprosium a erbium); a nukleonové číslo druhého nejběžnějšího izotopu molybdenu[1]

## Roky
- 96
- 96 př. n. l.